# Barberini - Fontana di Trevi (métro de Rome)
Barberini – Fontana di Trevi  est une station de la ligne A du métro de Rome. Elle dessert notamment la piazza Barberini, où se situent deux fontaines du Bernin (la fontaine du Triton et la fontaine des Abeilles) distinctes de la fontaine de Trevi).

## Situation sur le réseau
Établie en souterrain, la station Barberini – Fontana di Trevi de la ligne A du métro de Rome, est située entre les stations Spagna, en direction de Battistini, et Repubblica - Teatro dell'Opera en direction d'Anagnina.

## Histoire
La station Barberini est mise en service le 19 février 1980, lors de l'ouverture de l'exploitation de la première section de la ligne A, entre les stations Ottaviano – San Pietro – Musei Vaticani et Cinecittà.
Elle est renommée Barberini – Fontana di Trevi en 2000, mais dans l'usage courant la dénomination Barberini est la plus usitée.

## Services aux voyageurs

### Accès et accueil
La station a deux accès sur la piazza Barberini, l'une près de l'extrémité de la via Veneto, l'autre près de celle de la via Barberini.

## À proximité
Piazza Barberini étant un important carrefour de rues, la station dessert plusieurs zones différentes : la luxueuse via Veneto et ses alentours ; la via Quattro Fontane, utile pour atteindre le palais Barberini et la Galerie national d'art ancien, la via Venti Settembre et la via del Quirinale (églises Saint-Charles-des-Quatre-Fontaines et Saint-André du Quirinal, palais du Quirinal) ; la via Sistina, qui monte jusqu'à la Trinité-des-Monts ; la via del Tritone menant à la fontaine de Trevi et à la partie centrale de la via del Corso.
La station Barberini (tout comme Spagna) peut être utile même pour atteindre la zone du panthéon et de la piazza Navona, qui sont dépourvues d'accès directs par le métro.